# Фазе варења
Фазе варења су биолошки процеси који се степанасто одвијају током разлагање великих нерастворних  хранљивих састојака, протеина, масти и угљени хидрати, који не могу бити одмах апсорбовани, јер су њихови молекули велики, а такође и због њихове хемијске структуре представљају организму стране материје. У овом процесу у дигестивном тракту се храна разлаже на једноставне компоненте: моносахариде, масне киселине, глицерол, аминокиселине растворљиве у води растворне молекуле хране који могу да се апсорбују у водену крвну плазму. 

## Опште информације
Главна сврха дигестивног система је да разбије велике молекуле унете хране на мање подјединице због чињенице да су:
- велики молекули обично хемијски инертни и морају се разградити и поново саставити у употребљиве производе
- велики молекули обично нерастворљиви и не могу се апсорбовати у ћелије, док су мање подјединице растворљиве

Процес варења се одвија у неколико фаза, укључујући:
- Гутање – је процес током кога се храна  уноси у организам актом једења
- Варење – храна се разлаже и физички (нпр. жвакање) и хемијски (нпр. ензимска хидролиза)
- Апсорпција – пробављени прехрамбени производи се апсорбују у крвоток и транспортују до ћелија ткива
- Асимилација – дигестирани прехрамбени производи се претварају у течне и чврсте делове ћелије/ткива
- Елиминација – несварени остаци хране се избацују из тела као получврста фекалија

## Фазе
Нервни систем и ендокрини систем сарађују у процесу варење како би контролисали секрецију желуца и покретљивост повезану са кретањем хране кроз гастроинтестинални тракт, укључујући перисталтику и сегментацијске контракције.
Активност желуца укључена у варење подељена је на три фазе варења познате као цефалична фаза, гастрична фаза и цревна фаза. Ове фазе се преклапају и све три се могу јавити истовремено. Четврта фаза лучења киселине позната је као базално стање које се јавља у временима између оброка (интердигестивна фаза). Ниво лучења киселине у овом периоду регулише се телесном тежином, појединцем, бројем паријеталних ћелија и временом дана. Лучење киселине је најниже ујутру пре буђења, а највише ноћу. 

### Цефалична фаза
Цефалична фаза гастричне секреције  јавља се пре него што храна уђе у стомак а  посебно док се једе. Изазвана је неуролошким сигналима који проистичу из погледа на храну, мириса, мисли или укуса хране. Што је апетит већи, то је стимулација интензивнија.
Неурогени сигнали који покрећу цефаличну фазу гастричне секреције потичу из коре великог мозга, а у центрима за апетит амигдалеуса и хипоталамуса. Преносе се преко дорзалних моторних језгара вагуса, а затим преко вагусног нерва у стомак.
Ова фаза лучења обично чини око 20% желудачних секрета које су повезане са једењем оброка. Пошто је ова појачана секреторна активност изазвана мишљу или погледом на храну, то је условни рефлекс (који се јавља само када волимо или желимо храну). Када је нечији апетит смањен, овај део цефаличног рефлекса је инхибиран.
Цефалична фаза узрокује да ЕЦЛ ћелије луче хистамин и повећавају ниво хлороводоничне киселине у желуцу. Такође ће бити под утицајем н Г ћелије да повећају циркулацију гастрина.

### Гастрична (желудачна) фаза
Гастрична фаза је период у коме прогутана храна активира желучану активност у желуцу. У овом периоду прогутана храна и полусварени протеини (пептиди и аминокиселине) активирају желучану активност. Око две трећине желудачне секреције се јавља током ове фазе.
Унета храна подстиче желудачну активност на два начина: истезањем желуца и подизањем пХ вредности његовог садржаја.
Истезањем се активирају два рефлекса: 
- кратки рефлекс, који је посредован кроз миентерични нервни плексус,

- дуги рефлекс, који је посредован преко вагусних нерава и можданог стабла.

### Интестинална (цревна) фаза
Интестинална фаза се јавља у дванаестопалачном цреву као одговор на пристижући химус и ублажује желудачну активност преко хормона и нервних рефлекса. Дуоденум у почетку појачава желудачну секрецију, али је убрзо инхибира. Истезање дуоденума наглашава вагалне рефлексе који стимулишу стомак, а пептиди и аминокиселине у химусу стимулишу Г ћелије дуоденума да луче више гастрина, што додатно стимулише желудац.
Убрзо, међутим, киселина и полу-сварене масти у дуоденуму покрећу ентерогастрични рефлекс. Односно, дуоденум шаље инхибиционе сигнале стомаку путем ентеричког нервног система, док такође шаље сигнале у медулу који инхибирају вагусна језгра. Ово смањује вагалну стимулацију желуца и стимулише симпатичке неуроне који шаљу инхибиторне сигнале у желудац.